# Oznaczenie Flamsteeda

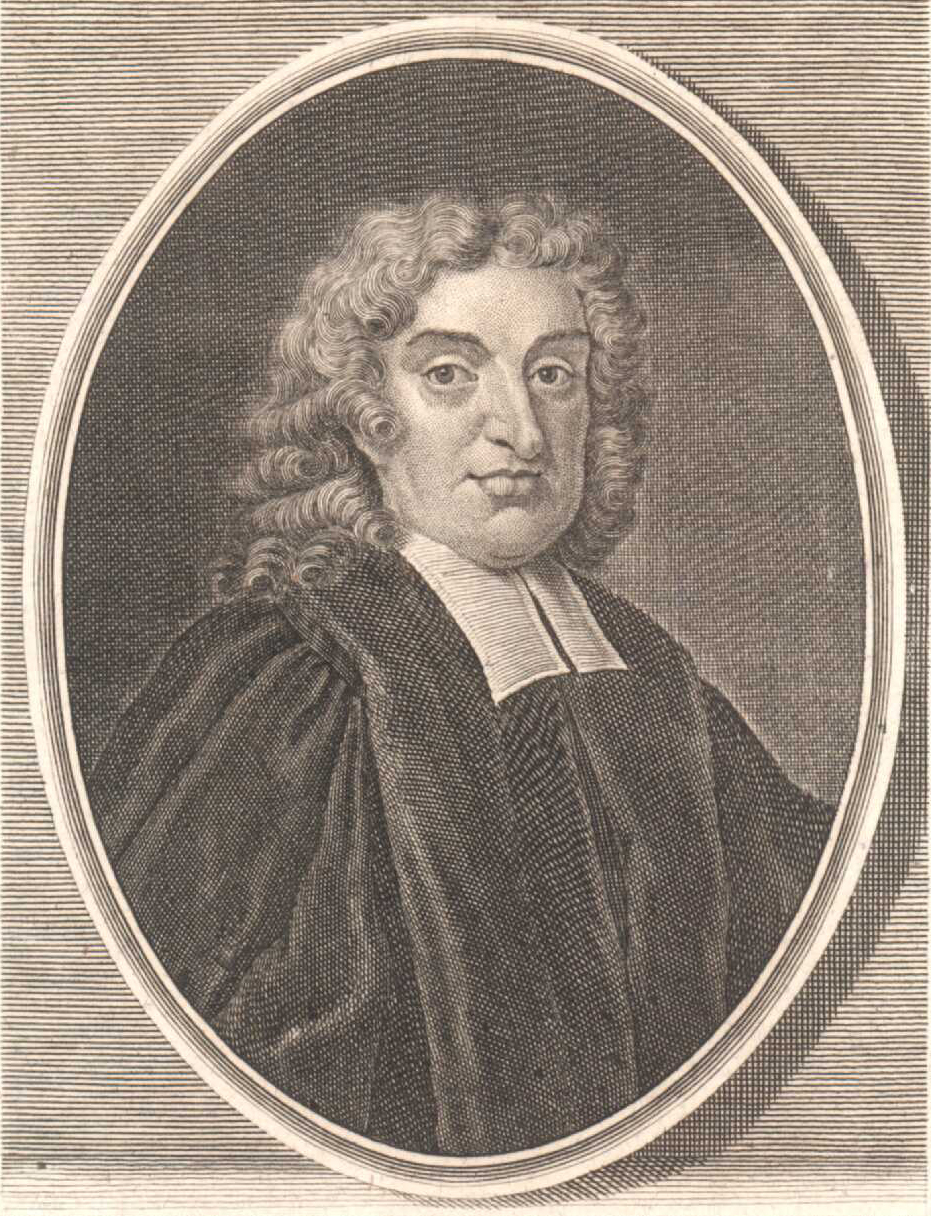
John Flamsteed (1646-1719)

Oznaczenie Flamsteeda – sposób oznaczania gwiazd, w którym każda z nich jest definiowana przez liczbę oraz łacińską dopełnieniową nazwę gwiazdozbioru, w którym się znajduje. Liczba gwiazd z oznaczeniem Flamsteeda wynosi 2554.
Pierwotnie liczby były przydzielane w porządku rosnącej rektascensji w każdym gwiazdozbiorze, ale z uwagi na efekt precesji są one nieco nieuporządkowane w niektórych miejscach. Ta metoda oznaczania gwiazd po raz pierwszy pojawiła się we wstępnej wersji Historia Coelestis Britannica Johna Flamsteeda, która została opublikowana przez Halleya i Newtona w 1712, bez zgody samego Flamsteeda. Wersja końcowa katalogu Flamsteeda została wydana w 1725, po jego śmierci, i pomijała jakiekolwiek oznaczenia liczbowe.
Oznaczenie zyskało popularność wi XVIII w. i jest obecnie powszechnie używane tam, gdzie nie istnieje oznaczenie Bayera – jednakże, jeśli oznaczenie Bayera istnieje, to prawie zawsze jest wykorzystywane tylko ono, przy całkowitym pominięciu oznaczenia Flamsteeda. Przykładem dobrze znanych gwiazd, które są zazwyczaj opisywane nazwami Flamsteeda są 51 Pegasi i 61 Cygni. Oznaczenie Flamsteeda przeważa nad Bayera w przypadkach, kiedy to drugie zawiera dodatkowy numer, stąd też „55 Cancri” jest powszechniejsze niż „Rho-1 Cancri”.
W katalogu Flamsteeda, podobnie jak w Bayera, można znaleźć gwiazdy opisane nazwami konstelacji, w których nie leżą. Powodem tego jest zmiana granic gwiazdozbiorów w następnych latach.
Katalog Flamsteeda obejmuje jedynie gwiazdy widoczne z Wielkiej Brytanii i dlatego gwiazdy z dalekich południowych gwiazdozbiorów nie mają numerów Flamsteeda. Niektóre gwiazdy, jak 82 Eridani, zostały nazwane w katalogu południowej hemisfery pt. Uranometria Argentina przez Benjamina Goulda, ale nie są prawdziwymi numerami Flamsteeda i prawidłowo powinny zawierać literę G (82 G. Eridani). Poza kilkoma wyjątkami określenia te nie są obecnie w użyciu.
Niektóre pozycje w katalogu Flamsteeda zawierają błędy, np. Flamsteed zaobserwował Urana w 1690, ale nie rozpoznał go jako planetę i wprowadził go katalogu jako gwiazdę pod nazwą „34 Tauri”.

## Lista gwiazdozbiorów wykorzystujących nazewnictwo gwiazd Flamsteeda

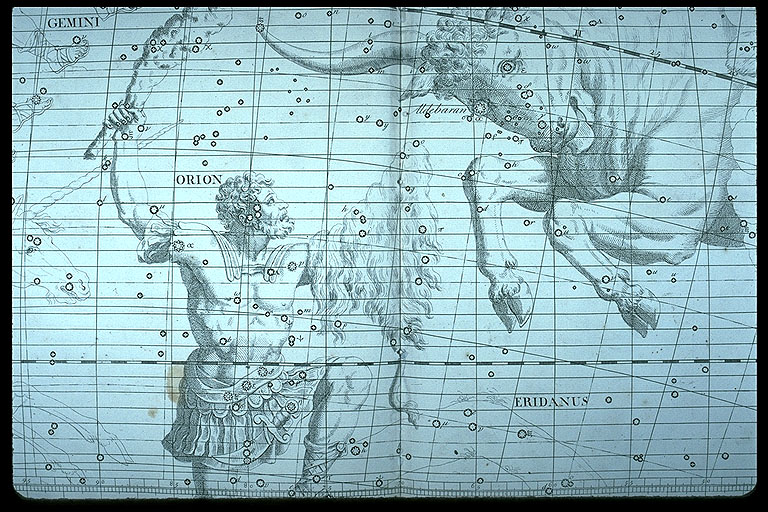
Gwiazdozbiory Oriona i Erydanu – karta z Atlas Coelestis (1729), opartego na obserwacjach Flamsteeda

Konwencja Flamsteeda została pierwotnie wykorzystana w 52 konstelacjach:
- Andromeda
- Baran
- Bliźnięta
- Byk
- Cefeusz
- Delfin
- Erydan
- Herkules
- Hydra
- Jaszczurka
- Jednorożec
- Kasjopeja
- Korona Północna
- Koziorożec
- Kruk
- Lew
- Lisek
- Lutnia
- Łabędź
- Mała Niedźwiedzica
- Mały Lew
- Mały Pies
- Orion
- Orzeł
- Panna
- Pegaz
- Perseusz
- Psy Gończe
- Puchar
- Rak
- Ryba Południowa
- Ryby
- Ryś
- Sekstant
- Skorpion
- Smok
- Strzała
- Strzelec
- Trójkąt
- Waga
- Warkocz Bereniki
- Wąż
- Wężownik
- Wielka Niedźwiedzica
- Wielki Pies
- Wieloryb
- Wodnik
- Wolarz
- Woźnica
- Zając
- Źrebię
- Żyrafa